# 坂合部磐積
坂合部 磐積（さかいべ の いわつみ）は、飛鳥時代の貴族。名は石積とも表記する。姓は連のち宿禰。冠位は大山下。

## 出自
坂合部氏は境界の画定に携わった坂合部の伴造氏族であることが通説とされるが、允恭天皇の皇子・坂合黒彦皇子の名代であったとする説もある。皇別の大彦命の末裔とする系統と、神別の天火明命の子孫とする系統がある。このうち、磐積の系統は天火明命（火闌降命）の八世孫である贄宿禰（邇倍足尼）の後裔とされ、同族に同じく遣唐使として派遣された坂合部磐鍬・坂合部大分らがいた。

## 経歴
孝徳朝の白雉4年（653年）大使・吉士長丹、副使・吉士駒、学問僧の道昭や定恵などが派遣された第二次遣唐使に学生として参加する。
天智天皇4年（665年）12月に守大石を大使とする第五次遣唐使に参加する。この時の遣唐使は同年9月に訪日した劉徳高らを送迎するものであったらしい。なお、先の遣唐使の留学僧の定恵が劉徳高の船に乗って日本に帰国してきており、磐積の再度の遣唐使への参加はこの縁によるものとも想像される。 
天智天皇6年（667年）唐軍の百済の鎮将・劉仁願が派遣した熊津都督府熊山（ゆうせん）県令上柱国司馬法聡と共に帰国。この時の冠位は大山下。守大石は帰国しなかった。彼らは泰山で高宗が行なった封禅の儀に参列したと推測されている。
天武天皇10年（681年）食封として60戸を与えられ、絁30匹・綿150斤・布150端・钁（くわ）100口を与えられた。翌天武天皇11年（682年）『新字』1部44巻を天皇に命じられて作成した。天武天皇13年（684年）に制定された「八色の姓」により連姓から宿禰姓に改姓している。天武天皇14年（685年）天武天皇は臣下と博戯（双六などの賭け事）をして遊んだ。この中のメンバーに磐積がおり、宮処王・難波王・竹田王・三国友足・県犬養大伴・大伴御行 ・多品治 ・采女竹羅・中臣大島とともに、天皇から御衣袴を与えられている。